# Prêmio Multishow de Música Brasileira para Brega do Ano
Prêmio Multishow de Música Brasileira para Brega Ano é um prêmio dado anualmente no Prêmio Multishow de Música Brasileira, uma cerimônia que foi estabelecida em 1994 e originalmente chamada de Prêmio TVZ. A Categoria Brega do Ano foi criada em 2024 após a divisão da antiga categoria Brega e Arrocha do Ano.

## Vencedores e indicados
| Ano  | Vencedor(a)                                        | Indicados | Ref.  |
| ---- | -------------------------------------------------- | --- | ----- |
| 2024 | "Daqui pra Sempre" – Manu Bahtidão e Simone Mendes | - "Me Libera" – Gaby Amarantos feat. Banda Uó - "Não Vou Te Deixar" – Gaby Amarantos e Pabllo Vittar - "Outra Vez" – Raidol e Viviane Batidão - "Quem Manda em Mim" – Zaynara feat. Pabllo Vittar - "Sobrou pra Você" – AQNO | [ 3 ] |